# 楕円曲線のハッセの定理
楕円曲線のハッセの定理（英語: Hasse's theorem on elliptic curves）は、ハッセの境界とも呼ばれ、有限体上の楕円曲線の持つ点の数の、上と下からの評価を与える。
位数 q の有限体上の楕円曲線 E の点の数が N であるとき、ヘルムート・ハッセ（Helmut Hasse）の結果は、その個数が
{\displaystyle |N-(q+1)|\leq 2{\sqrt {q}}}
であることを示している。つまり、この解釈は、N が q + 1 （これは同じ体の上の射影直線（projective line）の点の数である）と異なっていれば、この差「エラー項」は、絶対値が {\displaystyle {\sqrt {q}}} である2つの複素数の和である。
この結果は、エミール・アルティン（Emil Artin）により彼の論文で元々予想されたものである。これは1933年にハッセ(Hasse)により証明され、証明は一連の論文で出版された。  
ハッセの定理は、E の局所ゼータ函数の根の絶対値の決定と同値である。この形で、楕円曲線に付随する函数体のリーマン予想との類似を理解することができる。

## ハッセ・ヴェイユ境界
ハッセ境界の高次種数の代数曲線への一般化はハッセ・ヴェイユ境界である。これは、有限体上の曲線の点の数の範囲をもたらす。位数が q の有限体 {\displaystyle \mathbb {F} _{q}} 上の種数 g の曲線 C の点の数を {\displaystyle \#C(\mathbb {F} _{q})} とすると、
{\displaystyle |\#C({\mathbb {F}}_{q})-(q+1)|\leq 2g{\sqrt {q}}}
となる。
この結果は再び、曲線 C の局所ゼータ函数の決定と同値であり、この曲線に付随する函数体についてのリーマン予想の類似である。
ハッセ・ヴェイユ境界は、g = 1 である楕円曲線へ適用したときの普通のハッセ境界を導く。
ハッセ・ヴェイユ境界は、元々はアンドレ・ヴェイユ（André Weil）が1949年に提唱したヴェイユ予想の結果である。この予想は1974にピエール・ドリーニュ（Pierre Deligne）より証明された。

## 参照項目
- 佐藤・テイト予想（Sato-Tate conjecture）
- シューフのアルゴリズム（英語版）（Schoof's algorithm）